# Médard Bourgault
Pour les articles homonymes, voir Bourgault.
Médard Bourgault était un sculpteur québécois autodidacte né le 8 juin 1897 à Saint-Jean-Port-Joli, sur la Côte sud du Saint-Laurent, et décédé le 21 septembre 1967 à l'âge de 70 ans. Il était le frère de Jean-Julien Bourgault et d'André Bourgault, aussi sculpteurs. Par la création d'une École de sculpture dans les années 1940 autant que par leur exemple, les trois frères (surnommés les trois bérets) ont fortement participé à créer dans leur région une tradition de sculpture sur bois, tant artisanale qu'artistique, qui existe encore aujourd'hui, une des formes de ceci étant l'International de Sculpture de Saint-Jean-Port-Joli.

## Œuvres

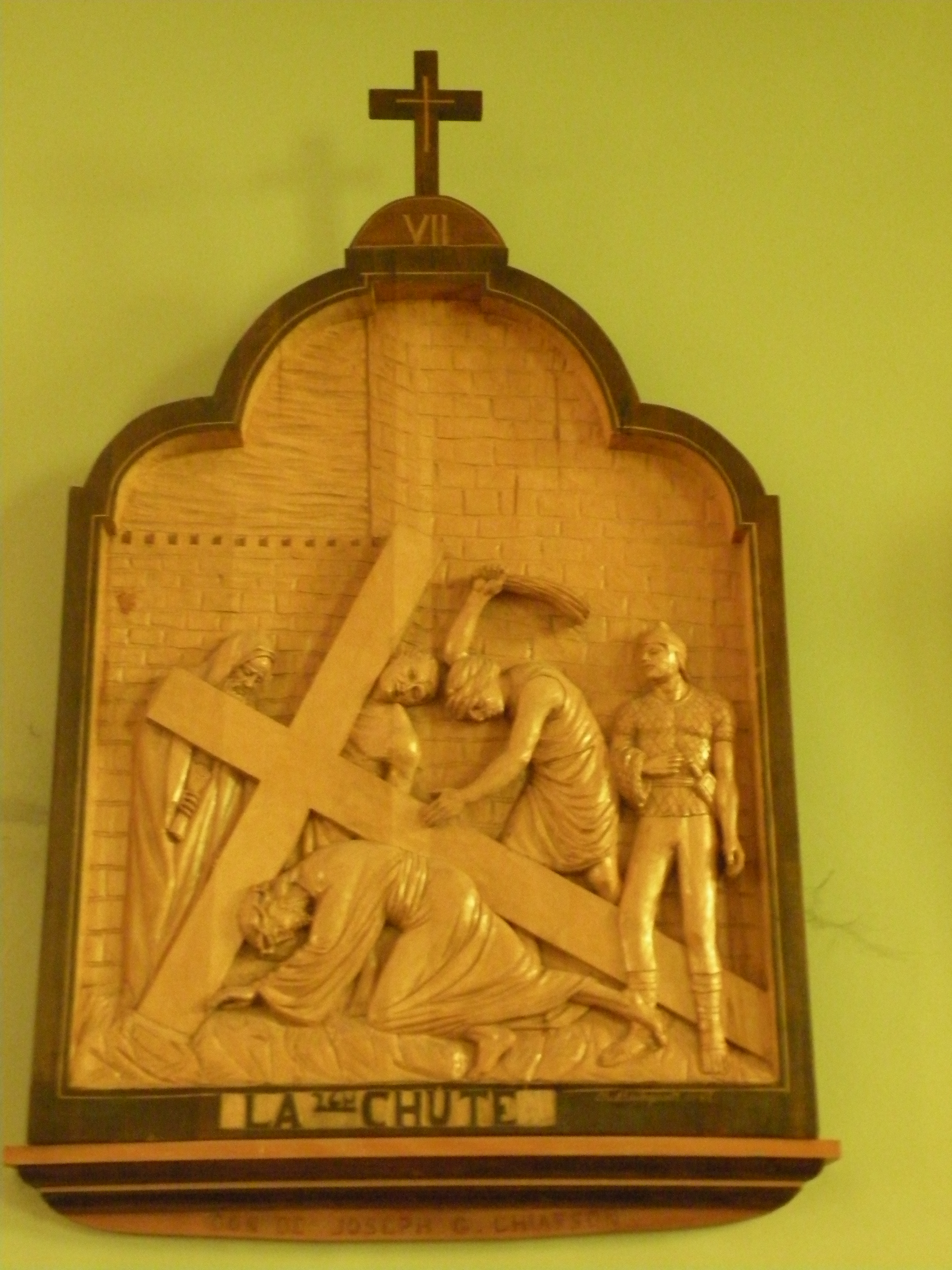
Chemin de croix de l'église Saint-Pierre-aux-Liens de Caraquet.

En gros, trois périodes marquent son œuvre. La première, d'inspiration populaire et paysanne, était fondée sur l'observation concrète du quotidien de l'artiste. La seconde d'inspiration religieuse, correspondant autant à la religiosité intense de Bourgault qu'au marché poitentiel correspondant au besoin d'une Église catholique dans sa dernière expansion. La troisième, venu avec la disparition du marché des communautés religieuses au tournant des années 1960, fut d'inspiration plus libre, largement inspiré de l'académisme européen (ex: Rodin) mais aussi d'un folklore personnel, qui mena même à la création de pseudo-légende locale (ex: la Coureuse des grèves) . 
Parmi les œuvres religieuses, certainement les plus nombreuses, mentionnons
- le chemin de croix de l'église Saint-Paul de la Pointe-aux-Anglais
- le chemin de croix de la chapelle des Jésuites à Québec
- le chemin de croix de l'église Saint-Pierre-aux-Liens de Caraquet
- la chaire de l'église de Saint-Jean-Port-Joli
- des statues de l'église Sainte-Thérèse de Témiscaming
- le crucifix principal et le saint Joseph ouvrier du Sanctuaire Notre-Dame-des-Douleurs de Gaspé
- des statues de l'église Saint-Viateur d'Outremont
- Musée canadien de l'histoire
- Musée de Charlevoix
- Musée de la civilisation
- Musée de sainte Anne
- Musée des Hospitalières de l'Hôtel-Dieu de Montréal
- Musée des Sœurs de Miséricorde
- Musée national des beaux-arts du Québec[1]
- Musée Pierre-Boucher
- Musée québécois de l’agriculture et de l’alimentation
- Univers culturel Saint-Sulpice

Sa résidence de Saint-Jean-Port-Joli, très riche en œuvres des trois époques, peut être visitée pendant les mois d'été.

## Hommages
La rue Médard-Bourgault a été nommée en son honneur, dans l'ancienne ville de Cap-Rouge, maintenant présente dans la ville de Québec depuis 1985. Une rue porte également ce nom à Laval.